# Amphisbaena manni
Amphisbaena manni är en ödleart som beskrevs av  Barbour 1914. Amphisbaena manni ingår i släktet Amphisbaena och familjen Amphisbaenidae. Inga underarter finns listade i Catalogue of Life.